# 2030 Belyaev
2030 Belyaev este un asteroid din centura principală, descoperit pe 8 octombrie 1969, de Liudmila Cernîh.